# Eerste Fitna
De Eerste Fitna (Arabisch: فتنة مقتل عثمان, Fitnat Maktal Oethmān "Fitna na de moord op Oethman") was een successieoorlog in het Rashidun-kalifaat van 656 tot 661. De oorzaak van de fitna was de moord op de derde kalief (= opvolger van Mohammed) Oethman ibn Affan en de daarna omstreden verkiezing van Ali ibn Aboe Talib tot vierde kalief, die niet werd erkend door stadhouder Moe'awija van Damascus (Syrië), stadhouder 'Amr ibn al-'As van Fustat (Egypte) en Aïsja, een invloedrijke weduwe van Mohammed.
Ali had zelf geen daadwerkelijk aandeel aan de moord op Oethman, maar maakte zich er wel verantwoordelijk voor door het kaliefdom uit handen van de daders te aanvaarden. Hij slaagde erin om Aïsja's leger bij Basra te verslaan in de Slag van de Kameel (656). De confrontatie met Moe'awija, bij wie 'Amr zich had aangesloten, die plaatsvond in de slag bij Siffin (657) bleef echter onbeslist. In de daaropvolgende onderhandelingen verloor Ali steeds meer terrein, en in 661 werd hij te Koefa vermoord. Daarop stichtte Moe'awija het Omajjaden-kalifaat en kwam de Eerste Fitna ten einde.
Ali's oudste zoon Hassan erkende Moe'awija als kalief, maar toen deze laatste overleed in 680, eiste Hassan's broer Hoessein het kalifaat alsnog op in naam van hun vader, hetgeen leidde tot de Tweede Fitna.

## Veldslagen
- Slag van de Kameel (656)
- Slag bij Siffin (657)
- Slag bij Nahrawan (658)